# Centrale nucléaire de Changjiang
La centrale nucléaire de Changjiang est une centrale nucléaire chinoise située dans le nord-ouest de la province insulaire d'Haiwan, dans le district de Changjiang. 
Le propriétaire et exploitant de la centrale est la Hainan Nuclear Power Company (HNPC), une co-entreprise formée entre CNNC et China Huaneng Group.
Depuis juillet 2024, la centrale comprend deux réacteurs CNP-600 opérationnels pour une puissance totale de 1 202 MWe ; ainsi que deux réacteurs Hualong-1 en construction. Un petit réacteur modulaire, l'ACP100 est également en construction sur le site.

## Historique
La phase 1 du projet comprend deux réacteurs nucléaires chinois de deuxième génération de modèle CNP-600. Se sont des réacteurs à eau pressurisée d'une puissance unitaire nette de 601 MWe. Le chantier du premier réacteur débute en avril 2010, puis le second en novembre 2010. Le premier réacteur entre en service commerciale en novembre 2015 et le second en août 2016,.
La phase 2 du projet comprend deux réacteurs chinois de troisième génération de modèle Hualong-1. Se sont des réacteurs à eau pressurisée d'une puissance unitaire nette de 1 000 MWe. La construction du premier réacteurs débute le 31 mars 2021, puis le second le 28 décembre 2021.
La centrale est également le lieu de construction du premier ACP100, un démonstrateur de petit réacteur modulaire chinois développé par CNNC. Il s'agit d'un petit réacteur à eau pressurisée de 100 MWe, en construction depuis juillet 2021.

## Caractéristiques techniques
Les caractéristiques des réacteurs sont données dans les tableaux ci-après ; les données sont principalement issues de la base de données PRIS (Power Reactor Information System) de l’Agence international de l'énergie atomique (AIEA) qui définit ainsi les termes :
- la puissance nette correspond à la puissance électrique délivrée sur le réseau et sert d'indicateur en termes de puissance installée ;
- la puissance brute correspond à la puissance délivrée par l'alternateur (soit la puissance nette augmentée de la consommation interne de la centrale) ;
- la puissance thermique correspond, à la puissance délivrée par la chaudière nucléaire.

Le début de construction correspond à la date de coulage des fondations du bâtiment réacteur. Une tranche (nom utilisé pour un réacteur complet) est considérée comme opérationnelle après son premier couplage au réseau électrique. La mise en service commerciale est le transfert contractuel de l’installation du constructeur vers le propriétaire ; intervenant en principe après réalisation des tests réglementaires et contractuels, et après fonctionnement continu à 100 % pendant une durée définie au contrat de construction.
| Unité        | Statut          | Modèle   | Puissance   | Puissance   | Puissance        | Constructeur | Début de construction | Raccordement au réseau | Mise en service commercial |
| Unité        | Statut          | Modèle   | Nette (MWe) | Brute (MWe) | Thermique (MWth) | Constructeur | Début de construction | Raccordement au réseau | Mise en service commercial |
| ------------ | --------------- | -------- | ----------- | ----------- | ---------------- | ------------ | --------------------- | ---------------------- | -------------------------- |
| Phase 1      |                 |          |             |             |                  |              |                       |                        |                            |
| Changjiang-1 | Opérationnel    | CNP-600  | 601         | 650         | 1 930            | HNPC         | 25 avril 2010         | 7 novembre 2015        | 25 décembre 2015           |
| Changjiang-2 | Opérationnel    | CNP-600  | 601         | 650         | 1 930            | HNPC         | 21 novembre 2010      | 20 juin 2016           | 12 août 2016               |
| Phase 2      |                 |          |             |             |                  |              |                       |                        |                            |
| Changjiang-3 | En construction | HPR-1000 | 1 000       | 1 198       | 3 190            | HNPC         | 31 mars 2021          |                        | ~2026                      |
| Changjiang-4 | En construction | HPR-1000 | 1 000       | 1 200       | 3 190            | HNPC         | 28 décembre 2021      |                        | ~2026                      |
| PRM          |                 |          |             |             |                  |              |                       |                        |                            |
| Linglong-one | En construction | ACP100   | 100         | 125         | 385              | CNNC         | 31 juillet 2021       |                        |                            |